# 성 니콜라 교회 (스트라스부르)

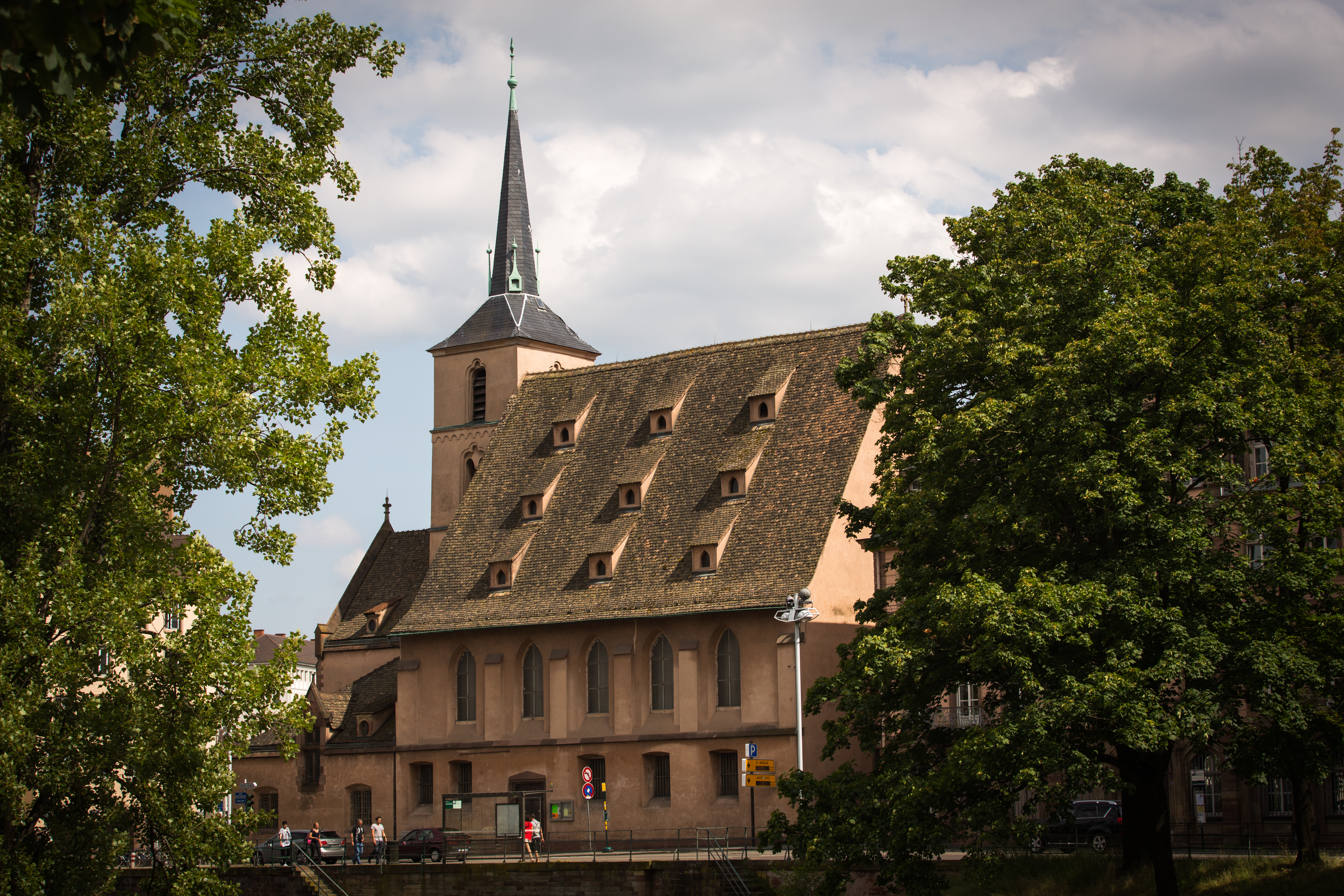
측면

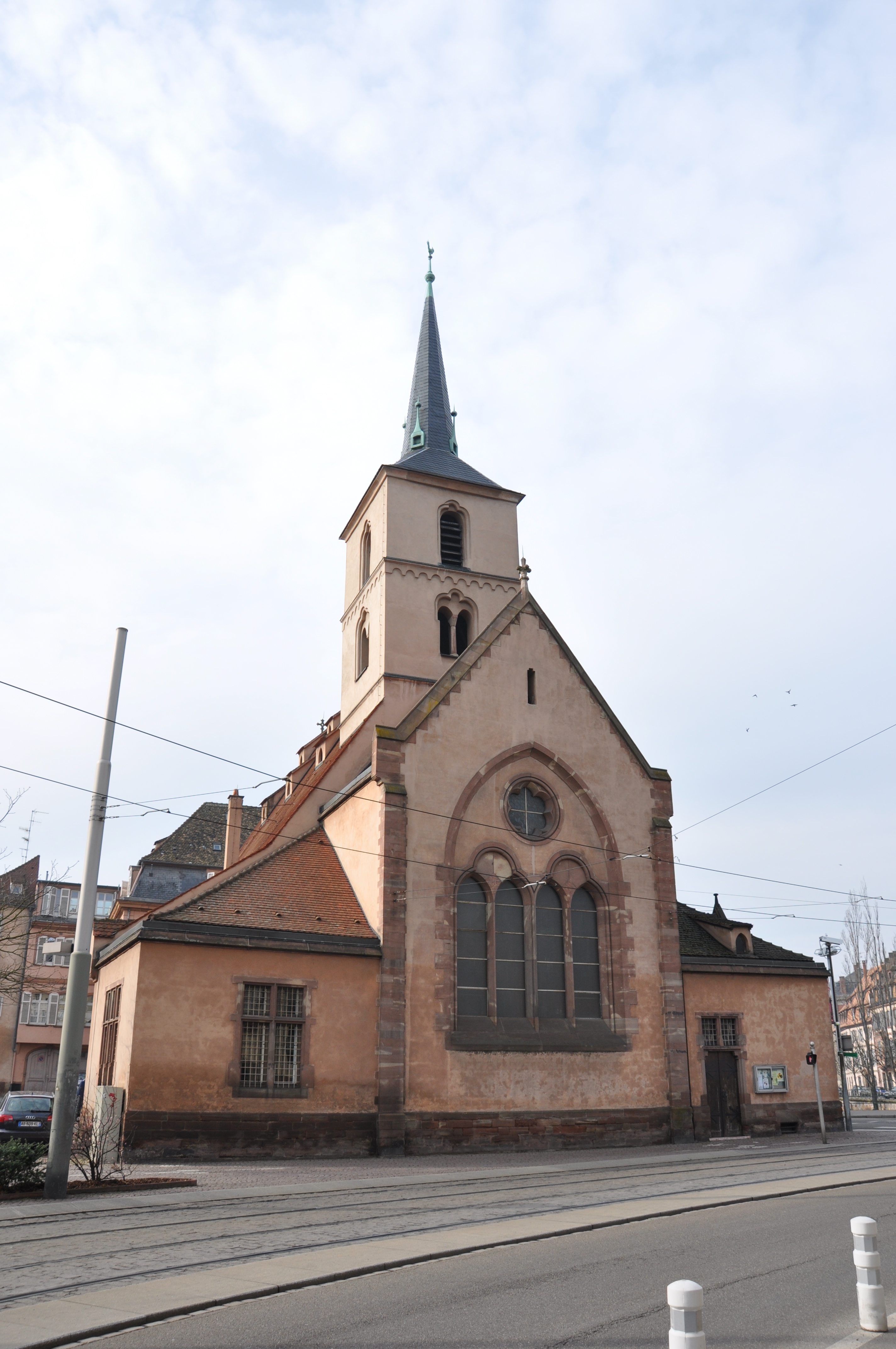
전면

성 니콜라 교회(프랑스어: Église Saint Nicolas)는 스트라스부르그에 있는 작은 고딕 양식의 교회이다. 장 칼뱅은  1538년 9월 8일부터 이 교회에서 예배를 인도하고 설교를 했다. 알베르트 슈바이처는 1900년에서 1913년까지 이 교회의 목사였으며 그곳에서 오르간 연주를 하였다.
스트라스부르 중심가의 인구 감소로 인해 이 교회는 더 이상 교구 교회로 역할 못하고 있다. 오늘날에는 "Renouveau Saint Nicholas"라는 은사주의 그룹이 사용한다. 목사 Daniel Hebert와 Ringerbach 목사가 이끄는 은사운동구룹이 1975년에 주일 예배를 위해 교회를 임대하기 시작했다.
그러나 교회는 여전히 알프스와 로레인의 아우크스부르크 고백교회 (EPCAAL)소속의 개신교 교회에 등록되어 있다.

## 역사
이 교회는 막달라 마리아에게 헌정된 초기 교회 부지에 1387년에서 1454년 사이에 지어졌다. 1182년에 설립된 이 초기 교회는 Walther Spender 기사에 의해 세워졌으며 위치는 작은 로마 요새 부지에 세워졌었다. 뾰족한 첨탑은 1585년에 세워졌다. 내부는 17 세기에 리모델링되었다. 1905년에 건축된 외관과 장식은 스트라스부르그의 Temple Neuf 출신의 건축가 Émile Salomon의 작품이다.
슈바이처는 1908년 4월 11일 교회의 목사로 일하면서 독일 연방 공화국의 대통령이 된 테오도어 호이스와 엘리 크나프의 결혼식을 축하했다.
내부에는 15세기 벽화가 남아 있다.
Andreas-Gottfried Silbermann이 1707년에 제작한 오르간은 1967년에 해체되었다.